# Voces8
Voces8 (Eigenschreibweise: VOCES8) ist ein A-cappella-Oktett aus Großbritannien, das international auftritt und Alte Musik, Klassik, Musik der Romantik, Neue Musik, Jazz, Pop und eigene Arrangements eingespielt hat. In letzter Zeit veröffentlichen sie Aufnahmen bei Decca Classics sowie unter dem 2008 gegründeten eigenen Label „Voces8 Records“. In ihrer Stiftung, der Voces8 Foundation, wird Bildung im Bereich der Vokalmusik angeboten.

## Entwicklung
Voces8 wurde im Jahr 2003 gegründet und 2005 von den Brüdern Paul und Barnaby Smith, die schon als Knaben im Choir of Westminster Abbey sangen, neu gruppiert. Leiter des Vokalensembles ist Barnaby Smith, der gleichzeitig als Countertenor mitwirkt. Das Oktett besteht aus zwei Sopranistinnen, seit 2018 einem Alt und einem Countertenor (vorher zwei Countertenören), zwei Tenören, einem Bariton und einem Bass.
Das Repertoire des Ensembles umfasst Stücke der frühen englischen und kontinentalen Renaissance, traditionelle Volkslieder, klassischen Jazz, Pop sowie eigene Arrangements. 2015 führte Voces8 mit vier Gastsängern in der Wigmore Hall in London  Musik von Claudio Monteverdi auf. Auch Werke deutscher Komponisten wie Heinrich Schütz und Johann Sebastian Bach sind Bestandteil des Repertoires. Seine Tourneen führen das Ensemble insbesondere durch Europa, Asien und Nordamerika.
Voces8 hat immer wieder neue Werke bei zeitgenössischen Komponisten in Auftrag gegeben, darunter Ēriks Ešenvalds, Ola Gjeilo, Alexander Levine, Roxanna Panufnik und Ben Parry. Jim Clements ist Arrangeur in Residence des Ensembles.
Unregelmäßig tritt das Ensemble auch als Teil eines Kammerchores auf. So wurden bereits Werke von Johann Sebastian Bach wie die Johannespassion in größerer Besetzung aufgeführt.

## Mitglieder

### Aktuelle Mitglieder
- Andrea Haines – Erste Sopranistin (2008–2025)[2][3]
- Eleonora Poignant – Zweite Sopranistin (seit 2025)
- Katie Jeffries-Harris – Erste Altistin (seit 2018)[4]
- Barnaby Smith – Zweiter Alt / Countertenor (seit 2005)[5]
- Blake Morgan – Erster Tenor (seit 2016)[6]
- Euan Williamson – Zweiter Tenor (seit 2019)[7]
- Chris Moore – Bariton (seit 2018)[8]
- Dominic Carver – Bass (seit 2023)

### Ehemalige Mitglieder
- Rachel Major – Erste Sopranistin (2005–2008)
- Catherine Backhouse – Zweite Sopranistin (2005–2009)[9]
- Emily Dickens – Zweite Sopranistin (2009–2017)[10]
- Eleonore Cockerham – Zweite Sopranistin (2017–2021)[11]
- Molly Noon – Zweite Sopranistin (2021–2024)[12][13]
- Daniel Keating-Smith – Erster Countertenor (2005–2007)
- Chris Wardle – Erster Countertenor (2007–2018)[14]
- Charles MacDougall – Erster Tenor (2005–2012)
- Oliver Vincent – Erster Tenor (2012–2016)
- Thomas Elwin – Zweiter Tenor (2005–2006)
- Robin Bailey – Zweiter Tenor (2006–2009)
- Robert Smith – Zweiter Tenor (2009–2013)[15]
- Sam Dressel – Zweiter Tenor (2013–2019)[16]
- Paul Smith – Bariton (2005–2016)[17]
- Rob Clark – Bariton (2016–2018)
- Simon Whiteley – Bass (2005–2006)[18]
- Greg Hallam – Bass (2006–2007)
- Dingle Yandell – Bass (2007–2015)[19]
- Jonathan Pacey – Bass (2015–2022)[20]

## Einspielungen
Voces8 hat bei Decca aufgenommen, mit Signum und dem eigenen Voces8-Records-Label. Aus Anlass ihres 15-jährigen Bestehens im Jahr 2020 realisiert die Gruppe ein Projekt namens After Silence, das aus vier digitalen EPs besteht.
- Aces High (2010, Signum)
- Bach Motets (2010, Signum)
- Brahms, Bruckner, Reger (2011, Mirare)
- In the Beginning (2012, VCM)
- Christmas (2012, Signum)
- A Choral Tapestry (2012, Signum)
- Where I sleep (2014, Decca)
- Eventide (2014, Decca)
- LUX (2015, Decca)
- Winter (2016, Decca)
- Equinox (2018, VCM)
- VOCES8 EP (2019)
- Enchanted Isle (2019, Decca)

## Kooperationen
- A Capella Collection (2012, Signum) – zusammen mit anderen Gruppen anlässlich des 15-jährigen Bestehens von Signum Records
- Choral Collection (2012, Signum) – zusammen mit anderen Gruppen anlässlich des 15-jährigen Bestehens von Signum Records
- Early Music Collection (2012, Signum) – zusammen mit anderen Gruppen anlässlich des 15-jährigen Bestehens von Signum Records
- A Purcell Collection (2014, Signum) – Voces8, Les Inventions
- Psalms (2015, Signum) – Kompositionen von Benedetto Marcello, Voces8 und Les Inventions
- Ola Gjeilo (2018, Decca) – Kompositionen von Ola Gjeilo und Voces8
- Home Is (2018) – von Jacob Collier und Voces8

## Notenausgaben und Lehrbücher
- A Cappella Songbook (= EP 72443). Edition Peters, Frankfurt/Leipzig 2012, ISMN 979-0-57700-178-4 (Suche im DNB-Portal).
- A Cappella Songbook 2 (= EP 72527). Edition Peters, Frankfurt/Leipzig 2018, ISMN 979-0-57700-777-9 (Suche im DNB-Portal).
- Paul Smith: Die Voces8 Methode (= EP 11421). Edition Peters, Frankfurt/Leipzig 2013, ISMN 979-0-01411-759-7 (Suche im DNB-Portal).

## Bildungsarbeit
Voces8 bietet mit Unterstützung der Voces8-Stiftung Workshops und Meisterkurse, an denen jährlich bis zu 40.000 Musiker teilnehmen. Außerdem vergibt die Gruppe jährlich acht Chorstipendien an junge Sänger. In der Milton Abbey Summer School, die Jahr für Jahr angeboten wird, können Amateursänger mit Voces8 arbeiten und auftreten. Acht weitere Studenten werden von der Voces8-USA-Stiftung unterstützt. Das Ensemble ist mit der Universität Cambridge verbunden und bietet Masterstudiengänge für Chorgesang an.